# Mayacentrum guatemalae
Espèce
Mayacentrum guatemalae est une espèce d'uropyges de la famille des Thelyphonidae.

## Distribution
Cette espèce se rencontre au Belize et au Guatemala.

## Description
La femelle holotype mesure 21,0 mm et le mâle paratype 17,5 mm.

## Étymologie
Son nom d'espèce lui a été donné en référence au lieu de sa découverte, le Guatemala.

## Publication originale
- Viquez & de Armas, 2006 : Un nuevo género y dos nuevas especies de vinagrillos centroamericanos (Arachnida: Thelyphonida). Boletín de la Sociedad Entomológica Aragonesa, vol. 38, p. 37-41 (texte intégral).